# Руска (Михаловце)
Руска (слч. Ruská) насељено је мјесто са административним статусом сеоске општине (слч. obec) у округу Михаловце, у Кошичком крају, Словачка Република.

## Становништво
| Година:    | 1994. | 2004.   | 2014.   | 2024.   |
| ---------- | ----- | ------- | ------- | ------- |
| Број људи: | 575   | 590     | 609     | 615     |
| Разлика:   |       | +2,60 % | +3,22 % | +0,98 % |

| Година:    | 2023. | 2024.   |
| ---------- | ----- | ------- |
| Број људи: | 608   | 615     |
| Разлика:   |       | +1,15 % |

Према подацима о броју становника из 2011. године насеље је имало 611 становника.